# Chloridolum touzalini
Chloridolum touzalini là một loài bọ cánh cứng trong họ Cerambycidae.